# Missori (metropolitana di Milano)
Missori è una stazione della linea M3 della metropolitana di Milano.

## Storia
La stazione entrò in servizio il 16 dicembre 1990 insieme alla tratta da Duomo a Porta Romana, pochi mesi dopo l'apertura della prima tratta Centrale FS-Duomo avvenuta il 3 maggio 1990.

## Struttura e impianti
Venne costruita a binari sovrapposti per evitare il passaggio sotto gli edifici. Al livello inferiore si trova il binario dispari, in direzione San Donato, al livello superiore il binario pari, in direzione Comasina.
Il mezzanino, posto in posizione laterale, fu scavato a cielo aperto, indipendentemente dalle gallerie della linea.
Sorge in piazza Missori, in zona centrale vicino alla Torre Velasca, al termine della via Giuseppe Mazzini, che da piazza Duomo conduce verso sud. Insieme alla stazione Crocetta, serve l'Università degli studi di Milano. Possiede uscite, oltre che nella piazza omonima, in corso Italia e in piazza Velasca.

### L'incrocio con la linea M4
Nonostante la segnalazione, su mappe della rete metropolitana e tramite annunci nelle stazioni e a bordo treno, di interscambio completo, la linea M3 non incrocia la linea M4 in nessuna stazione. Fu prevista una forma di collegamento diretto con la stazione Sforza-Policlinico, inizialmente tra quest'ultima e Crocetta in sotterraneo e tra i mezzanini delle due stazioni, poi annullata. 
Per raggiungere la M4 è necessario trasbordare, uscendo in superficie dall'accesso M3 di piazza Velasca, e percorrendo via Pantano per 550 metri, fino all'accesso più vicino di M4 in largo Richini.
A mitigare la situazione attuale, è in corso di realizzazione un nuovo accesso M3 all'incrocio tra via Pantano e via Larga, ed è prevista la riqualificazione e pedonalizzazione di via Pantano stessa.

## Interscambi
Nelle vicinanze della stazione effettuano fermata alcune linee urbane, tranviarie ed automobilistiche, gestite da ATM.
- Fermata tram (Missori M3, linee 12, 15, 16, 19 e 24)
- Fermata autobus
- Stazione "Sforza-Policlinico" M4

## Servizi
La stazione dispone di:
- Accessibilità per portatori di handicap
- Ascensori
- Scale mobili
- Emettitrice automatica biglietti
- Servizi igienici
- Stazione videosorvegliata